# Pseudocleobis ovicornis
Pseudocleobis ovicornis är en spindeldjursart som beskrevs av Lawrence 1954. Pseudocleobis ovicornis ingår i släktet Pseudocleobis och familjen Ammotrechidae. Inga underarter finns listade i Catalogue of Life.